# Der Nestausnehmer
Das Ölgemälde Der Nestausnehmer (auch Der Nesträuber oder Bauer und Vogeldieb genannt) von Pieter Bruegel dem Älteren aus dem Jahr 1568 befindet sich in Wiens Kunsthistorischen Museum. Die 59,3 Zentimeter hohe und 68,3 Zentimeter breite Eichenholztafel zeigt einen Mann, der auf einen zweiten deutet, der auf einen Baum geklettert und dabei ist, Eier aus einem Vogelnest zu nehmen. Das Werk hat unterschiedliche Deutungen erfahren.

## Beschreibung
In der Mitte des Vordergrundes steht ein Mann in bäuerlicher Kleidung am Rand eines kleinen Bachlaufes. Er nimmt etwa drei Viertel der Bildhöhe ein und hat sein Gewicht auf den vorgestellten, rechten Fuß verlagert. In der rechten Hand trägt er einen Stock, mit der linken zeigt er über seine Schulter auf einen zweiten Mann in leuchtend roten Hosen, der hinter ihm in einen Baum geklettert ist. Dort hält er sich mit einem Arm und indem er die Füße um eine Astgabel geschlungen hat, während er mit der freien Hand in ein Vogelnest greift. Die linke Bildhälfte ist mit weiteren Bäumen besetzt, in der rechten ist der Blick auf ein Feld frei. An der Horizontlinie, etwa in der Bildmitte, stehen weitere Bäume und ein Gehöft.
Das Gemälde ist rechts und unten beschnitten und misst noch 59,3 Zentimeter in der Höhe und 68,3 Zentimeter in der Breite. Unten links ist es in Goldfarbe mit dem Nachnamen des Künstlers signiert und mit einer Jahreszahl versehen: „BRVEGEL M.D.LXVIII“. Signatur und Datierung wurden erneuert.

## Deutungen
René van Bastelaer und Georges Hulin de Loo erklärten das Bild mit einem flämischen Sprichwort, das sich auf einer Zeichnung mit dem Titel Die Imker (alternativ: Die Bienenzüchter) wiederfindet. Dort steht: „dye den nest weet dyen weeten, dyen ro[o]ft dy[en] heeten“, was sinngemäß bedeutet: „Wer weiß, wo das Nest ist, hat das Wissen, wer es ausraubt, hat den Besitz.“ Van Bastelaer und Hulin de Loo setzten das Bild in Bezug zu einer Beschreibung im Nachlass des Erzherzogs Leopold Wilhelm, wo es heißt: „Ein Landschaft von Öhlfarb auf Holcz, warin ein Baur mit einem Prügel in der linckher Handt einen Jungen trohet, welcher auf einem Baum Vögel ausnimbt. – In einer schwartzen Ramen, die Höhe 2 Span 4 Finger, die Braidte 4 Span 3 Finger. Original vom Jungen Breugel.“ Nach der Auslegung Hulin des Loos deutet der Bauer auf das Nest, ohne zu merken, dass dieses hinter seinem Rücken ausgeraubt wird.
Kjell Boström wies jedoch darauf hin, dass in der zitierten ältesten bekannten Erwähnung des Motivs weder die Beschreibung der Maße noch die Angabe des Malers zum Bild passen. Und Roger Marijnissen und Max Seidel wandten gegen die Deutung von Hulin de Loo ein, der Bauer im Vordergrund sehe tölpelhaft aus und sei im Begriff, in den Bach zu fallen. Die Hauptfigur wende sich erklärend an den Betrachter und drohe dem Nestausnehmer offensichtlich nicht. Die Anwendung des Sprichwortes auf das Bild sei daher nicht befriedigend.